# Nesiophasma spinulosum
Nesiophasma spinulosum är en insektsart som först beskrevs av Brunner von Wattenwyl 1907.  Nesiophasma spinulosum ingår i släktet Nesiophasma och familjen Phasmatidae. Inga underarter finns listade i Catalogue of Life.